# Expedició 62
L'Expedició 62 fou la 62a expedició a l'Estació Espacial Internacional, va començar el 6 de febrer de 2020 amb el desacoblament de la nau Soiuz MS-13. L'Expedició fou comandada per l'astronauta rus Oleg Skrípotxka i els enginyers de vol estatunidencs Jessica Meir i Andrew Morgan. La segona part d'Expedició 62 va ser portada a terme per tres membres de la tripulació del Soiuz MS-16.

## Tripulació
| Posició           | febrer-abril 2020                        | abril 2020                                    |
| ----------------- | ---------------------------------------- | --------------------------------------------- |
| Comandant         | Oleg Skrípotxka, RKA Tercer vol espacial | Oleg Skrípotxka, RKA Tercer vol espacial      |
| Enginyer de vol 1 | Jessica Meir, NASA Primer vol espacial   | Jessica Meir, NASA Primer vol espacial        |
| Enginyer de vol 2 | Andrew Morgan, NASA Primer vol espacial  | Andrew Morgan, NASA Primer vol espacial       |
| Enginyer de vol 3 |                                          | Anatoli Ivanixin, RSA Tercer vol espacial     |
| Enginyer de vol 4 |                                          | Ivan Vagner, RSA Primer vol espacial          |
| Enginyer de vol 5 |                                          | Christopher Cassidy, NASA Tercer vol espacial |